# Măgești
Măgești is een Roemeense gemeente in het district Bihor.
Măgești telt 2784 inwoners.